# Bánáti Köztársaság
A Bánáti Köztársaság vagy Bánsági Köztársaság (románul: Republica Bănățeană, németül: Banater Republik, szerbül: Банатска република) rövid életű (24 napig fennállt) de facto állam, amelyet a Bánságban, vagy másik nevén a Bánátban kiáltottak ki 1918-ban. Az állam kialakításának az volt az elsődleges célja, hogy a területet Magyarország megtarthassa a Szerb–Horvát–Szlovén Királysággal és Romániával szemben, s így kizárólag Magyarország ismerte el állami létét. A próbálkozás nem sikerült és az államot felosztották egymás között a románok és a szerbek.

## Előzmények
1918-ban az Osztrák–Magyar Monarchia összeomlása után Károlyi Mihály kormányának súlyos problémákkal kellett szembenézni. Mivel a teljes 1914 előtti Magyarország fenntartása már lehetetlen volt, Károlyi most már azt próbálta megakadályozni, hogy még jobban megcsonkíthassák az országot az új államok, így a Szerb-Horvát-Szlovén Királyság és Csehszlovákia. A szomszédos országok ugyanis azt tervezték, hogy a magyar államból még nagyobb területeket szakítanak ki, sokkal többet, mint amennyit a trianoni békeszerződésben foglaltak később. Ilyenek között említhető a jugoszláv-csehszlovák közös határ valahol a Rába vonalán.

Az egyes peremterületek között szerepelt a Bánság mellett még a Muraköz, a Vendvidék, a Vajdaság, vagy Kárpátalja. Károlyi különféle ígéretekkel, mint széles körű autonómiával próbálta a nemzetiségeket megnyerni ezeken a területeken, de a többség már inkább az elszakadásra szavazott. A vidéki kulturális egyesületek hiába próbálták fenntartani az ún. hungarus tudatot, már nem bírtak semmi eredményt elérni.
A Bánát hovatartozásának kérdése viszont igencsak komoly fejtörést okozott. A területet több nemzetiség lakta, így magyarok, németek, horvátok, szerbek, románok, bánáti bolgárok, zsidók, ruszinok, cigányok, csehek, szlovákok, görögök és ukránok.

## A köztársaság kikiáltása
A színes nemzetiségi összetételből adódóan nagyon komoly ellentétek alakultak ki a nemzetiségek között. A szerb lakosság Belgrád-párti volt, míg a románok azt szerették volna, ha a területet Románia veszi kezébe. A feszült hangulatot fokozta, hogy a háború súlyos hatásai itt is megmutatkoztak a gazdaságon, ezért széles körű mozgalmak kezdtek kibontakozni a földbirtokos nemesség, valamint a tőkés üzletemberek ellen, akiknek jó része zsidó volt.

A német származású Otto Roth polgári radikális, aki a közművelődési egyesületek vezetésében is részt vett, megpróbálta valamiképp a Bánság népeinek úgy kipropagálni a Károlyi-féle ígéreteket, hogy a németekkel közösen létrehozta az ún. Bánáti Néptanácsot 1918. október 31-én, amely az új állam kormánya lett és másnap deklarálták a Bánság függetlenségét. A bánsági németek nem rokonszenveztek azzal az elképzeléssel, hogy Szerbia, vagy Románia fennhatósága alá jussanak, noha az erdélyi szászok Erdély román csatlakozását erőteljesen szorgalmazták. Az államot Bartha Albert ezredes vezetésével a helyi katonaság és polgárőrség támogatta, így Bartha lett a honvédelemért felelős személy, aki egyelőre nem miniszteri rangban állt.
Az új államot Károlyi kormánya elismerte, amely magába foglalta a Bácskát is, s Magyarország legjelentősebb gabonatermő területei voltak a kezében. Néptanácsában jelentős szerepet adtak a helyi szociáldemokratáknak is és Róth úgy tervezte el, hogy mivel többnemzetiségű az állam, ezért célszerű a svájci-modell alapján kialakítani, amiben minden nemzetiség egyformán kap helyet, ennek megfelelően fel kellett számolni a magyarosítást, amit a közművelődési egyesületek és az állam folytatott a háború előtt a nemzetiségek rovására. Az állam  kikiáltásának kettős célja volt, az egyik, hogy megtartsa Magyarország határain belül a Bánátot és a Bácskát, másrészt helyreállítsa a rendet a peremterületeken, miután a világháborús vereség súlyos belső zavarokat okozott a térségben.

Nemzetiségi összetételét tekintve a Bánát hovatartozását nagyon nehezen állapíthatták volna meg, ezért a fegyverrel lehetett csupán érvényre juttatni a területi igényeket. Ezt elkerülendően Róth erőteljesen hivatkozott Woodrow Wilson elnök pontjaira, amelyben kimondta, hogy a homogén nemzeteknek joguk van teljes körű önrendelkezésre.
A köztársaság megalakulását a szerb lakosság nem fogadta el, akik Temesváron, a Bánáti Köztársaság de jure székhelyén létrehozták a Szerb Nemzeti Tanácsot, aminek akkora volt az aktivitása, hogy az fenyegette Róth kormányát. November 3-án Újvidéken megalakították Jaša Tomić vezetésével a Szerb Nemzeti Bizottságot, aki a Szerbiával való egyesülés vezéralakja lett (az előző vezető Vasa Stajić a Vajdaságot Horvátországgal akarta egyesíteni). A bunyevác kisebbség szintén közreműködést vállalt a szerbekkel és november 4-én Zomborban, majd november 10-én Szabadkán alakítottak közös Bunyevác-Szerb Nemzeti Tanácsot. Róthnak viszont eredményes politikával november 7-ére a zombori tanácsot sikerült felbontania, amiből a bunyevácok váltak ki és megalakították a Bunyevác Nemzeti Tanácsot, ami a Bánáti Köztársaságot, ezzel együtt Magyarországot támogatta.

## Az állam felszámolása
November 7-én a szerb és francia csapatok már behatoltak a Bánát és a Bácska területére, amivel szemben a köztársaságot védő Bartha-féle egységek tehetetlennek bizonyultak számbeli és felszereltségbeli elmaradottságuk miatt. Az előretörő ellenség már Temesvárt fenyegette. Károlyi Jászi Oszkár útján próbálta a szerb nemzeti tanácsot rávenni, hogy álljon el az ellenséges erők támogatásától, de a tanács alelnöke, Mladen Pilić ezt elutasította és a szerb lakosság aktívan segédkezett a szerb-francia csapatoknak a Bánát okkupációjában.

A francia egységek végül elfoglalták Temesvárt, a köztársaság vezetői pedig elmenekültek Budapestre. November 19-én befejeződött a térség megszállása, 25-én a nemzeti tanács kimondta az egyesülést Szerbiával és semmissé nyilvánította a Bánáti Köztársaságot. A terület teljesen szerb kézbe került, ami Bukarestben heves ellenérzést váltott ki, ezért követelte Párizsban, hogy a szerb csapatok vonuljanak ki onnét. A vita olyan méretű elmérgesedéssel fenyegetett, hogy az egy román-szerb háborút vonhatott volna maga után, az ügy végére aztán a trianoni békeszerződés tett pontot, ami a Bánátot felosztotta és nem Szerbia lett a kizárólagos részesedő fél. Nagyobbik része keleten Romániához került a területnek, nyugati részét kapta Szerbia, északon egy kis darab megmaradt magyar fennhatóság alatt. Szerbia azonban így sem járt rosszul, mert a megszerzett nyugat-bánáti területtel is igencsak termékeny, nagy mennyiségű gabona termelésére alkalmas földhöz jutott, míg valószínűleg a gabonatermő területek nagy részének megszerzésével Románia járt igencsak jól.

## Külső hivatkozás
- Nemzetiségi viszonyok és nemzetiségi politika Magyarországon 1901-1919